# Грега Жемља
Грега Жемља (словен. Grega Žemlja; Јесенице 29. септембар 1986) је бивши словеначки тенисер. Најбољи пласман на АТП листи му је 43. место које је заузимао у јулу 2013.

## Каријера

### 2009
Квалификовао се за Вимблдон.

### 2010
Квалификовао се за Отворено првенство Аустралије.
Жемља квалификује и за Отворено првенство Француске и је направио велико изненађене над 26. носиоцом турнира Хуаном Монаком 7:6 (6), 3-6, 7-5, 6-3, то је била његова прва победа на Гренд Слем турнирима. Он је постао први словеначки мушки који је победио на једном Гренд Слем мечу и то на Отвореном првенству Француске. Он је такође једини словеначки тенисер који у историји да се квалификује на три различита Гренд Слем турнира на три различите подлоге.

### 2011
Квалификовао се за Отворено првенство Аустралије.

## АТП финала

### Појединачно: 1 (0–1)
| Легенда                        |
| ------------------------------ |
| Гренд слем турнири (0–0)       |
| Завршно првенство сезоне (0–0) |
| АТП мастерс 1000 (0–0)         |
| АТП 500 (0–0)                  |
| АТП 250 (0–1)                  |

| Финала по подлози |
| ----------------- |
| Тврда (0–1)       |
| Шљака (0–0)       |
| Трава (0–0)       |

| Финала по локацији |
| ------------------ |
| Отворено (0–0)     |
| Дворана (0–1)      |

| Исход     | Бр. | Датум             | Турнир        | Подлога   | Противник             | Резултат |
| --------- | --- | ----------------- | ------------- | --------- | --------------------- | -------- |
| Финалиста | 1.  | 21. октобар 2012. | Беч, Аустрија | Тврда (д) | Хуан Мартин дел Потро | 5–7, 3–6 |